# Agró de Bennu
L'agró de Bennu (Ardea bennuides) és un ardèid extint i molt gran de la zona on ara són els Emirats Àrabs Units. Es creu que aquest ocell podria haver estat la inspiració de la deïtat Bennu a la mitologia egípcia, d’aquí el seu nom científic.

## Descripció

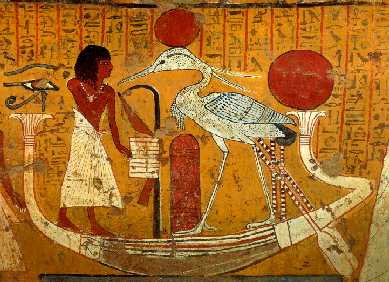
Representada tan alta com un ésser humà en un papir de l'antic Egipte, la deïtat Bennu es podria haver basat en la garsa Bennu

Les restes de l'agró de Bennu foren trobades l'any 1977 en el jaciment arqueològic d'Umm al-Nar, al golf Pèrsic. S'han datat entre el 2700 i el 1800 aC.
Era molt gran i, a partir de restes descobertes, és possible que fes aproximadament 2 m d' alçada i fins a 2,7 metres envergadura. Per tant, supera la mida de l'agró goliat, l'espècie viva més gran de la família dels ardèids.